# Pentax SP1000
Asahi Pentax SP1000 (Honeywell SP1000 в США) — малоформатный однообъективный зеркальный фотоаппарат, выпускавшийся с 1973 до 1976 года в Японии в чёрно-серебристом исполнении. Эта модель пришла на смену Pentax SP500 и полностью повторяет Pentax Spotmatic, за исключением механизма автоспуска. Производство этой камеры было нацелено на малобюджетный сегмент рынка. Политика компании Asahi Optical не допускала снижения качества продукции. Для удешевления камер урезалась их функциональность.

## Некоторые технические характеристики
- Отрабатываемые механическим затвором выдержки: B, 1, 1/2, 1/4, 1/8, 1/15, 1/30, 1/60, 1/125, 1/250, 1/500, 1/1000.

## Название камеры
Компания Honeywell была эксклюзивным дистрибьютором Asahi Optical в США с 1959 по 1974 год. В связи с этим все камеры Asahi Optical на территории США продавались под торговой маркой Honeywell, что отражалось в логотипе нанесённом на фронтальную часть пентапризмы.